# Małgorzata Bereza
Małgorzata Bereza (Brzeg Dolny, 21 luglio 1984) è una schermitrice polacca, specializzata nella spada. Ha vinto una medaglia d'argento ai Campionati mondiali di scherma.